# Aeroportul Lublin
Aeroportul Lublin (IATA: LUZ, ICAO: EPLB) este un aeroport din Świdnik, Świdnik County⁠(d), Lublin, Polonia ce deservește zona Lublin. Aeroportul a fost tranzitat în 2021 de 10.117 pasageri. A fost deschis în 17 decembrie 2012 și numit după zona deservită.
Situat la o altitudine de 193 m, aeroportul dispune de 2 piste.

## Infrastructură

### Piste
Aeroportul dispune de 2 piste. Pista 07/25 are suprafața de asfalt și dimensiunile 2.520 m × 45 m. Pista 06/24 are suprafața de Iarbă și dimensiunile 1.200 m × 50 m. 